# Hey Now (canción de Martin Solveig)
«Hey Now» es una canción realizada e interpretada por el DJ y productor francés Martin Solveig en colaboración en la producción del dúo estadounidense The Cataracs junto a las voces de Kyle Harvey. Fue lanzado como sencillo el 27 de mayo de 2013.

## Video musical
El video fue dirigido por Yeoram Kalfa y el mismo Solveig, mientras la producción ejecutiva estuvo a cargo de Frederic Imbert de la productora Double Entente. Fue rodado en Los Ángeles, California. En él se puede ver al propio Solveig, algunas modelos junto al barbudo productor Tommie Sunshine y al productor de dubstep Carnage, jugando juntos cerca de una playa ventosa, lanzádose globos de agua el uno al otro (en una escena le arrojan globos de agua a Steve Angello llegando con su automóvil), luego organizan carreras en minimotos y muchas situaciones en piscinas, donde construyen su parque de juegos con el mensaje que se muestra al final: “Kings Of The Playground”(en español: «Reyes de la guardería»).

## Lista de canciones
| Descarga digital |                        |          |  |
| N.º              | Título                 | Duración |  |
| 1.               | «Hey Now» (feat. Kyle) | 3:07     |  |

| CD Promo |                                 |          |  |
| N.º      | Título                          | Duración |  |
| 1.       | «Hey Now» (Single Mix)          | 3:08     |  |
| 2.       | «Hey Now» (Club Mix)            | 5:54     |  |
| 3.       | «Hey Now» (Laidback Luke Remix) | 5:50     |  |
| 4.       | «Hey Now» (Carnage Remix)       | 4:56     |  |

| EP – Descarga digital (Remixes Part 2) |                                                     |          |  |
| N.º                                    | Título                                              | Duración |  |
| 1.                                     | «Hey Now» (Lemaitre Remix)                          | 3:13     |  |
| 2.                                     | «Hey Now» (Tommie Sunshine & Live City Remix)       | 5:10     |  |
| 3.                                     | «Hey Now» (Patrick Hagenaar's Colour Code Club Mix) | 4:56     |  |
| 4.                                     | «Hey Now» (Schoolboy Remix)                         | 4:41     |  |

## Posicionamiento en listas
| Listas (2013)                         | Mejor posición |
| ------------------------------------- | -------------- |
| Alemania (Offizielle Deutsche Charts) | 10             |
| Australia (ARIA Charts)               | 71             |
| Austria (Ö3 Austria Top 40)           | 8              |
| Bélgica (Flandes) (Ultratop 50)       | 31             |
| Bélgica (Valonia) (Ultratop 50)       | 43             |
| Estados Unidos (Hot Dance Club Songs) | 24             |
| Irlanda (IRMA)                        | 8              |
| Francia (SNEP)                        | 55             |
| Suiza (Schweizer Hitparade)           | 38             |

## Historial de lanzamientos
| País           | Fecha              | Formato          | Discográfica                      |
| -------------- | ------------------ | ---------------- | --------------------------------- |
| Bélgica        | 27 de mayo de 2013 | Descarga digital | Temps D'Avance                    |
| Francia        | 27 de mayo de 2013 | Descarga digital | Temps D'Avance                    |
| Estados Unidos | 28 de mayo de 2013 | Descarga digital | Temps D'avance / Big Beat Records |